# Paean (Bax)
Paean, een loflied, is een compositie van Arnold Bax.
Het werk in de vorm van een passacaglia schreef Bax in eerste instantie voor de pianist Frank Merrick aan wie hij het ook op droeg. Het is daarbij onduidelijk wanneer Bax het werk precies schreef, het manuscript is zoek. Graham Parlett, die het totaaloverzicht van de werken catalogiseerde en het een luidruchtig werkje vond, kwam uit op 1928, aangezien Merrick het voor het eerst op 25 juni 1929 zou hebben gespeeld. Lewis Foreman, schrijver van de teksten voor Chandos kwam eerder uit op 1920. Dat jaar van compositie stond vermeld in de Grove's dictionary of music versie 5, maar in eerdere versies van die Grove, ook verschenen na 1920, werd het werk niet genoemd.  
Bax orkestreerde het vervolgens speciaal voor Royal Command Performance georgniseerd door Walford Davies, de voorganger van Bax in de functie van Master of King’s Music. Bax kon toen flink uitpakken, want voor dat jubileumconcert waren leden van diverse orkesten uit Londen (BBC Symphony Orchestra, London Symphony Orchestra, British Women’s Orchestra en Royal Schools of Music) opgetrommeld. Malcom Sargent dirigeerde het geheel op 24 mei 1938 in de Royal Albert Hall, dus ook de orgelpartij gaf geen problemen.
In 1949 verscheen een versie voor orgel solo, geschreven door William Barr.
Er is in 2017 een aantal opnamen in omloop:
- Marco Polo: historische opname door Harriet Cohen (Women at the piano) ook op label APR
- Naxos: Ashley Wass, de pianoversie, opname 2005
- Chandos: Erik Parkin, de pianoversie
- Chandos: Bryden Thomson met het London Philharmonic Orchestra in een opname van 1986